# Takuya Sonoda
Takuya Sonoda (jap. 園田 拓也 Sonoda Takuya; ur. 23 listopada 1984) – japoński piłkarz występujący na pozycji obrońcy. Obecnie występuje w Roasso Kumamoto.

## Kariera klubowa
Od 2007 roku występował w klubach Montedio Yamagata, Ehime FC i Roasso Kumamoto.